# Даніель Швааб
Даніель Швааб (нім. Daniel Schwaab, нар. 23 серпня 1988, Вальдкірх, ФРН) — колишній німецький футболіст, що виступав на позиції захисника. Чемпіон світу з футболу серед юнаків 2009 року.

## Клубна кар'єра
Даніель Швааб народився в 20-и тисячному містечку Вальдкірх на південному сході Німеччини, його футбольна кар'єра почалася в юнацькій команді місцевого аматорського клубу «СК Вальдкірх». З часом він потрапив на замітку футбольним скаутам з вищих німецьких футбольних ліг — так він потрапив до футбольної академії «Фрайбурга».
Влітку 2006 року Шваб підписав свій перший професійний контракт з «Фрайбургом», який на той момент виступав у 2. Бундеслізі. 17 вересня 2006 Швааб дебютував у складі «Фрайбурга», відігравши 79 хвилин, у матчі проти «Мюнхена 1860» (1:1). Всього відіграв у складі клубу 3,5 сезони.
Взимку 2009 став гравцем леверкузенського «Баєра», де відіграв 3,5 роки.
Влітку 2013, після завершення контракту з «Баєром», приєднався до складу «Штутгарта», підписавши контракт до червня 2016.
Після завершення контракту з «Штутгартом» став гравцем нідерландського ПСВ, підписавши з клубом 3-річну угоду. 2019 року контракт був продовжений на рік.
2020 року покинув клуб і завершив кар'єру.

## Статистика
| Клуб                | Сезон   | Ліга | Ліга | Кубок | Кубок | Кубок Ліги | Кубок Ліги | Єврокубки | Єврокубки | Разом | Разом |
| Клуб                | Сезон   | Ігри | Голи | Ігри  | Голи  | Ігри       | Голи       | Ігри      | Голи      | Ігри  | Голи  |
| ------------------- | ------- | ---- | ---- | ----- | ----- | ---------- | ---------- | --------- | --------- | ----- | ----- |
| «ФК Фрайбург»       | 2006/07 | 27   | 0    | 2     | 0     | -          | -          | -         | -         | 29    | 1     |
| «ФК Фрайбург»       | 2003/04 | 31   | 0    | 2     | 0     | -          | -          | -         | -         | 33    | 0     |
| «ФК Фрайбург»       | 2004/05 | 33   | 5    | 2     | 1     | -          | -          | -         | -         | 35    | 6     |
| Разом               |         | 91   | 5    | 6     | 1     | —          | —          | —         | -         | 97    | 6     |
| «Баєр» (Леверкузен) | 2006/07 | 27   | 0    | 2     | 0     | -          | -          | -         | -         | 29    | 0     |
| «Баєр» (Леверкузен) | 2007/08 | 15   | 0    | 2     | 0     | -          | -          | 5         | 0         | 22    | 0     |
| Разом               |         | 42   | 0    | 4     | 0     | —          | —          | 5         | 0         | 51    | 0     |
| Всього за кар'єру   |         | 133  | 5    | 10    | 1     | —          | —          | 5         | 0         | 148   | 6     |

## Титули і досягнення
- Чемпіон Нідерландів (1):

ПСВ: 2017–18
- Володар Суперкубка Нідерландів (1):

ПСВ: 2016
- Чемпіон Європи (U-21) (1):

Німеччина (U-21): 2009